# Nádler Henrik
Nádler Henrik (1901. március 19. – 1944. május 12.) hétszeres magyar bajnok, válogatott labdarúgó, fedezet. Munkaszolgálatosként halt meg a második világháború alatt.

## Pályafutása

### Klubcsapatban
1919 és 1929 között az MTK színeiben hét alkalommal lett bajnok és két alkalommal magyar kupa győztes.

### A válogatottban
Tagja volt az 1924-es párizsi olimpián részt vevő csapatnak, de pályára nem lépett. 1924 és 1926 között hét alkalommal szerepelt a válogatottban.

## Sikerei, díjai
- Magyar bajnokság
  - bajnok: 1919–20, 1920–21, 1921–22, 1922–23, 1923–24, 1924–25, 1928–29
  - 2.: 1925–26. 1927–28
  - 3.: 1926–27
- Magyar kupa
  - győztes: 1923, 1925

## Statisztika

### Mérkőzései a válogatottban
| Magyarország | Magyarország        | Magyarország                    | Magyarország  | Magyarország | Magyarország  | Magyarország | Magyarország | Magyarország |
| #            | Dátum               | Helyszín                        | Hazai         | Eredmény     | Vendég        | Kiírás       | Gólok        | Esemény      |
| ------------ | ------------------- | ------------------------------- | ------------- | ------------ | ------------- | ------------ | ------------ | ------------ |
| 1.           | 1924. június 4.     | Le Havre                        | Franciaország | 0 – 1        | Magyarország  | barátságos   | -            |              |
| 2.           | 1924. augusztus 31. | Budapest, Üllői úti pálya       | Magyarország  | 4 – 0        | Lengyelország | barátságos   | -            |              |
| 3.           | 1925. március 25.   | Budapest, Hungária körúti pálya | Magyarország  | 5 – 0        | Svájc         | barátságos   | -            |              |
| 4.           | 1925. május 21.     | Budapest, Hungária körúti pálya | Magyarország  | 1 – 3        | Belgium       | barátságos   | -            |              |
| 5.           | 1925. július 12.    | Stockholm                       | Svédország    | 6 – 2        | Magyarország  | barátságos   | -            |              |
| 6.           | 1926. május 2.      | Budapest, Hungária körúti pálya | Magyarország  | 0 – 3        | Ausztria      | barátságos   | -            |              |
| 7.           | 1926. december 26.  | Porto                           | Portugália    | 3 – 3        | Magyarország  | barátságos   | -            |              |
|              | Összesen            |                                 |               | 7            | mérkőzés      |              | 0            | gól          |